# Parotis fasciculata
Parotis fasciculata là một loài bướm đêm trong họ Crambidae.